# 丰塔尼莱
丰塔尼莱（義大利語：Fontanile），是意大利阿斯蒂省的一个市镇。总面积8.01平方公里，人口588人，人口密度73.4人/平方公里（2009年）。ISTAT代码为005054。